# Birgitta Larsson (orienterare)
Birgitta Larsson, född den 4 oktober 1941, är en svensk orienterare som blev världsmästare i stafett 1970 och 1974, hon har även tagit ett VM-silver och ett VM-brons som senior. Hon har även deltagit vid flera veteran-VM och tagit två guld.